# 三钱
“三钱”是中华人民共和国三位物理学家钱学森、钱伟长、钱三强的合称。时任总理的周恩来称他们为中国科学界的“三钱”。

## 沿革
1954至1956年期间，新成立的中华人民共和国开始制定《科学技术发展的十二年规划》，这也是中国制定的首个科学技术发展的远景规划，由周恩来总理亲自领导，副总理陈毅、李富春、聂荣臻主持。当时召集了来自中国各行各业600多位专家、学者，在1955年秋至1956年春集中住在北京西郊宾馆，确定了57项任务。当工作规划领导小组向国务院汇报的时候，周恩来提出要从这57项任务中找出特别紧迫的需要国务院支持的项目。规划小组又另外组织了一个“紧急措施小组”，这个小组成员包括钱学森、钱三强、钱伟长、黄昆、罗沛霖、王大珩、马大猷等人，经讨论提出六项内容，即原子弹、导弹、计算机、半导体、自动化技术、无线电电子学，因为前两项作为国防尖端项目，由国家另行安排，剩余四项经小组写成“四大紧急措施”的文件。然而此计划深远超过了当时生产需要的程度，因此几乎参加远景规划的四百余科学家均对草案主笔钱伟长提出了质疑。
之后根据钱伟长回忆：
|  | 只有两个人支持我了，他们都是刚回来，一个是钱三强，他是搞原子弹，他本身就需要这个东西，一个是钱学森，他是搞航天的。他们两个人帮我们谈判，吵了一年多了，最后周总理说，“三钱”说的是对的，我们国家需要这个。 |

最后中共中央和国务院确定了这十二年科学技术远景规划，也因此确定了共和国发展科学技术的基础。周恩来就“三钱”提出的细则文件，决定新建了三个研究所和一个研究室，即计算机、自动化、无线电电子学三个研究所（即后来的中国科学院数学研究所、中国科学院自动化所、中国科学院力学所）和在物理研究所内新建半导体研究室。1960年中苏交恶后，苏联撤出专家后，更显示出当时“三钱”提出的方案具备前瞻性。